# STVニュースToday
『STVニュースToday』（エス・ティー・ヴィー・ニュース・トゥディ）は、1982年4月5日から1991年10月4日まで札幌テレビ放送（STV）にて放送されたニュース番組のタイトルである。
『STVニュースToday』を冠した番組として以下のものがある。
- STVニュースToday
- STVニュースTodayプラス1
- STVニュースTodayプラザ
- STVニュースTodayスポット

いずれも1991年、『どさんこワイド』スタートに伴って「Today」の看板を下ろした。

## STVニュースToday

### 平日夕方
STVはこれまで『NNN JUST NEWS』の後に6分間のスポットニュースを放送していたが、平日夕方のワイドニュースとして1982年4月1日放送開始。
放送時間は18:00 - 18:30。
| 期間      | 期間      | 男性              | 男性              | 女性       | 女性       | スポーツ              |
| 期間      | 期間      | 男性              | 男性              | 月 - 水曜  | 木・金曜   | スポーツ              |
| --------- | --------- | ----------------- | ----------------- | ---------- | ---------- | --------------------- |
| 1982.4.5  |           | 斉藤伸一 笹原嘉弘 | 斉藤伸一 笹原嘉弘 | 南川則子   | 南川則子   | 和久井薫 佐々木あや子 |
|           | 1987.10.2 | 斉藤伸一 笹原嘉弘 | 斉藤伸一 笹原嘉弘 | 呉藤和子   | 権田裕子   | 和久井薫 佐々木あや子 |
| 1987.10.5 | 1988.4.1  | 辻秀邦            | 枝並国勝          | 宇都宮庸子 | 宇都宮庸子 |                       |

### 週末
週末11時台に5分、日曜日18時台に10分のニュース枠として放送。

## STVニュースTodayプラス1
1988年4月の『NNNニュースプラス1』スタートに伴い、『STVニュースTodayプラス1』にリニューアル。放送時間も18:30 - 19:00に変更された。土曜日も18:20より10分間放送。
1991年10月以降『どさんこワイド』を開始するために終了。土曜版は『STVニュースプラス1』になった。

## STVニュースTodayプラザ
平日11:45からの放送。『NNN昼のニュース』のローカルパートが独立する形で開始した。
1991年からは『STVニュースプラザ』となる。

## STVニュースTodayスポット
『STVニュースToday』と同時期に開始。
毎日昼は14:55（土日は変動あり）、夜は『NNNニューススポット』の差し替え版として20:54に放送していた。
『ザ・ワイド』および『どさんこワイド』開始に伴い平日と日曜昼は終了、夜は『STVニューススポット』に改題。